# Gianfranco Morosini

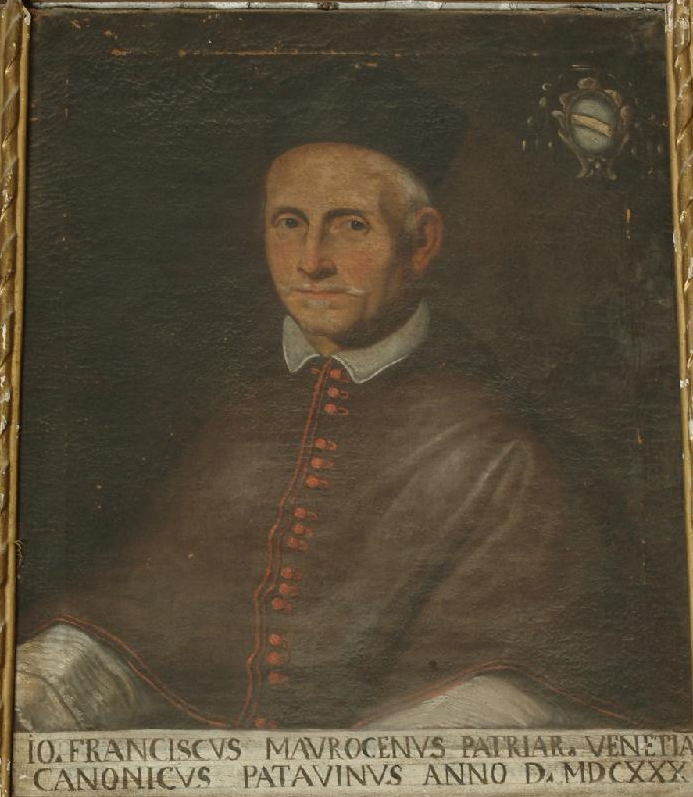
Gianfrancesco Morosini, patriarch van Venetië en kanunnik in Padua

Gianfrancesco Morosini (Venetië, 1604 – aldaar, 5 augustus 1678) was patriarch van Venetië van 1644 tot 1678. Zijn meer dan dertig jaar durend bestuur werd getekend door de Kretenzische oorlog (1645-1669), de zesde oorlog die die de republiek Venetië voerde tegen het Ottomaanse rijk.

## Levensloop
Morosini behaalde het diploma van doctor in beide rechten, utriusque iuris, aan de universiteit van Padua (1631). Hij werd kanunnik in Padua. Twee jaar later vertrok hij naar Rome. In Rome werd hij een van de kameniers van de paus.
Morosini werd aartsbisschop en patriarch van Venetië in het jaar 1644. Hij bleef dit tot zijn overlijden. Nog hetzelfde jaar van zijn bisschopswijding begon Morosini met tuchtonderzoeken in de parochies en kloosters van Venetië. Hij viseerde pastoors die formeel bij een parochie hoorden en er inkomsten hadden doch er nooit kwamen; ook biechtvaders in vrouwenkloosters die zich met de financiën bezig hielden, zocht hij op. Hij herinnerde iedereen aan de regels van het concilie van Trente, dè regelgever voor de Contrareformatie. Dit gaf zoveel weerstand dat de doge, Francesco Erizzo, hem aanmaande er geen politiek probleem van te maken (1645). De zaak kalmeerde nadat Morosini aankondigde jaarlijks aan de schatkist 5.000 dukaten te schenken, en dit zolang de Kretenzische oorlog liep. De oorlog zou nog 24 jaar duren.
In 1646 ontstond opnieuw beroering in de Venetiaanse kerken. Morosini had een priester uit de San Marco, de basiliek van het dogepaleis, bij zich geroepen. Morosini had kerkjuridische vragen over de obscure priesterwijding van die man door een titulair bisschop. De aartsbisschop moeide zich voor het eerst met de geestelijkheid van de dogebasiliek. Dit leidde tot discussies in de Senaat van Venetië, die eiste dat Morosini al de documenten over deze kwestie vernietigde; bovendien ontstond er een opstand van de Roomse geestelijkheid tegen Morosini zodat Rome ingreep (1649). Rome beval Morosini om alle priesterbenoemingen in parochies en kloosters te laten zoals ze waren (1650). In 1653 hield hij een synode om de gemoederen te kalmeren.
Vier jaar later liet hij de jezuïeten toe in Venetië (1657). Met de jezuïeten in de stad kon Morosini andermaal een rigoureuze houding aannemen ten opzichte van de geestelijkheid. In 1663 liet hij de oratorianen toe.
Morosini viel verder op door zijn patriottische houding in de Kretenzische oorlog. Hij hield veel predikingen hierover (tot 1669). Hij stierf in 1678.
De beeldhouwer Filippo Parodi uit Genua maakte zijn graftombe. Op de graftombe in de San Nicola da Tolentino staat een melding van de disciplinaire acties die hij jarenlang ondernam in de Roomse kerk: "pro disciplina ecclesiastica" (voor kerkelijke discipline).
Lorenzo Giustiniani · Giovanni Barozzi · Maffeo Gherardi · Thomas Donatus · Marco Cornaro · Gerolamo Querini · Pietro Francesco Contarini · Vincenzo Diedo · Giovanni Trevisan · Lorenzo Priuli · Matteo Zane · Francesco Vendramin · Giovanni Tiepolo · Federico Corner · Gianfranco Morosini · Alvise Sagredo · Gianalberto Badoaro · Pietro Barbarigo · Marco Gradenigo · Francesco Antonio Correr · Aloysius Foscari · Giovanni Bragadin · Fridericus Maria Giovanelli · Ludovico Flangini Giovanelli · Nicola Saverio Gamboni · Francesco Milesi · Ján Krstitel Ladislav Pyrker · Giacomo Monico · Pietro Aurelio Mutti · Angelo Ramazzotti · Giuseppe Luigi Trevisanato · Domenico Agostini · Giuseppe Melchiorre Sarto · Aristide Cavallari · Pietro La Fontaine · Adeodato Giovanni Piazza · Carlo Agostini · Angelo Giuseppe Roncalli · Giovanni Urbani · Albino Luciani · Marco Cé · Angelo Scola · Francesco Moraglia